# Marguerite Viby
Marguerite Viby (født Ida Marguerite Stenberg Jensen 25. juni 1909 i København, død 8. april 2001 på Frederiksberg) var en dansk skuespillerinde og sangerinde.

## Karriere
Som barn var Marguerite Viby elev på danseskole, og hun debuterede på scenen i 1923 ved Tivolis Sommerteater. I 1927 fik hun sit første gennembrud på Helsingør Sommerteater, bl.a. med en parodi på Josephine Baker. I de følgende år kunne hun opleves på mange scener og turneer i revyer og operetter.
Under engagement på Apollo Teatret 1932-1939 fik hun det helt store gennembrud.
Hun optrådte med gæstespil på Chat Noir i Oslo i 1935 og 1947-1948 og på Folketeatret [i Kbh. eller Sth.?] og Vasateatern i Stockholm i 1940 samt Finland.
Fra midten af 1950'erne dalede hendes stjernestatus i nogen grad, selv om hun fortsatte i de lette scenegenrer (lystspil, revyer og musikteater), men midt i 1960'erne til op i 1970'erne steg hendes popularitet igen med bl.a. monologen "Den jazzende husmor" og sketchen "Opunionsundersøgelsen" fra Cirkusrevyen i 1965.
Samtidig var Marguerite Viby aktiv som filmskuespiller. Hun begyndte med stumfilm sidst i 1920'erne, men det var med de første talefilm, hun fik sin store popularitet, f.eks. med Skal vi vædde en million? (1932), hvor hun sang Titte til hinanden i duet med Hans W. Petersen. Andre store filmsuccesser for hende var Mille, Marie og mig (1937) og Frøken Kirkemus. I perioden 1938-1956 indspillede hun endvidere mange film i Sverige, heriblandt svenske versioner af nogle af sine store danske filmsuccesser. For sin lange filmkarriere modtog Maguerite Viby i 2000 en æres-Bodil.

## Privatliv
Marguerite Viby var datter af politibetjent Niels Oscar Julius Jensen (født 6. februar 1880, Vibygaard, Roskilde Amt) og Emmy Johanne Kirstine Steenberg (12. juni 1882 Vor Frue Sogn - 1927), viet 24. maj 1907 i Vor Frue Kirke. Hun var gift fem gange, nemlig med Poul Christian Guldager, Emanuel Gregers, Knud Wold, Preben Mahrt (borgerligt viet på Frederiksberg Rådhus, 1953) og sidst med Erik Henry Tangfelt. Med Knud Wold fik hun datteren Susse Wold, som også har gjort sig meget gældende som skuespillerinde.
Hun har boet i Hostrups Have på Frederiksberg.
I 1985 fik hun en hjerneblødning og trak sig derpå tilbage fra rampelyset. Hun døde i 2001 og er begravet på Frederiksberg ældre kirkegård.

## Udvalgt filmografi

### Film
- Højt paa en Kvist – 1929
- Han, hun og Hamlet – 1932
- Skal vi vædde en million? – 1932
- Tretten år – 1932
- 5 raske piger – 1933
- Så til søs – 1933
- Skaf en sensation – 1934
- Min kone er husar – 1935
- Cocktail – 1937
- Mille, Marie og mig – 1937
- Milly, Maria och jag – 1938
- Komtessen på Stenholt – 1939
- En pige med pep – 1940
- Sørensen og Rasmussen – 1940
- Fröken Kyrkråtta – 1941
- Frøken Kirkemus – 1941
- Fröken Vildkatt – 1941
- Lyckan kommer – 1942
- Lykken kommer – 1942
- Frøken Vildkat – 1942
- Op med humøret – 1943
- Som du vil ha' mig – 1943
- I dag gifter sig min man – 1943
- Teatertosset – 1944
- Dolly tar chansen – 1944
- Lilla helgonet – 1944
- Och alla dessa kvinnor ... – 1944
- Sussie – 1945
- Jeg elsker en anden – 1946
- Peggy på vift – 1946
- Jag älskar dig, Karlsson! – 1947
- Den opvakte jomfru – 1950
- Den store gavtyv – 1956
- Hvad vil De ha'? – 1956
- Litet bo – 1956
- Pigen og vandpytten – 1958
- Mine tossede drenge – 1961
- Don Olsen kommer til byen – 1964
- Far laver sovsen – 1967
- Mordskab – 1969
- På'en igen Amalie – 1973

### Tv-serier
- Een stor familie (Fru Olga "Morten" Mortensen)

## Hædersbevisninger
- Tildelt Krigsinvalidernes Brödraförbunds Hæderstegn i Helsinki – 1942
- Udnævnt til ridder af Dannebrog – 1969
- Kåret til årets æreskunstner ved Revyernes Revy – 1993
- Tildelt Æres-Bodil og -Robert – 2000

## Marguerite Vibys Jubilæumsfond
Jubilæumsfonden er indstiftet i 1976, hvor Marguerite Viby havde 50-årsjubilæum som skuespillerinde, og hun fik selv lov til at udpege fondens første bestyrelse. Legater fra fonden uddeles uregelmæssigt til fortrinsvis yngre talentfulde teaterfolk.